# Грайффенбергер, Вильгельм
Вильгельм Грайффенбергер (нем. Wilhelm Greiffenberger; 26 февраля 1900, Санкт-Петербург, Российская империя — 11 марта 1991, Альтэттинг, Германия) — штурмбаннфюрер СС, заместитель командира айнзацкоманды 9 в составе айнзацгруппы B.

## Биография
Вильгельм Грайффенбергер родился 26 февраля 1900 года в Санкт-Петербурге в семье редактора. В 1907 году его семья переехала в Ригу, где Вильгельм пять лет ходил в немецкоязычную школу. После начала Первой мировой войны покинул Россию и в декабре 1914 года переехал в Лейпциг. До 1917 года учился торговому делу, работая в компании по оптовой продаже велосипедов. В мае 1918 году был призван в действовавшую армию и воевал на Восточном фронте. В конце 1918 года присоединился к Фрайкору. В мае 1919 года был демобилизован в Дрездене. В последующие годы работал торговым представителем, пока в 1926 году не открыл собственное дело по продаже электроники. В конце 1931 года из-за экономического кризиса Грайффенбергеру пришлось закрыть своё предприятие.
1 января 1932 года вступил в НСДАП (билет № 870363). 1 июля 1932 года был зачислен в ряды СС (№ 46738). В 1934 году получил должность заведующего хранилищем на лейпцигской электростанции. В 1936 году стал начальником одного из отделов в подразделении СД в Галле. Впоследствии служил в абшнитах СД в Хемнице, Райхенберге и Главном управлении имперской безопасности (РСХА), где занимался кадровыми вопросами. В мае 1941 года был переведён в школу пограничной полиции в Прече. С июня по ноябрь 1941 года занимал должность заместителя командира айнзацкоманды 9 Альфреда Фильберта. По его приказу провёл два массовых расстрела в Вилейке и Витебске.
В мае 1943 года стал руководителем отдела кадров в ведомстве полиции безопасности и СД в Праге. В мае 1945 года попал в советский плен. 24 декабря 1949 года советский военный трибунал приговорил Грайффенбергера за шпионаж и принадлежность к СД к смертной казни, однако позже приговор был заменён на 25 лет принудительных работ. В сентябре 1953 года был освобождён досрочно и поселился в Тёгинг-ам-Инне. С 1954 года работал бухгалтером. 29 июня 1960 года был арестован и помещён в следственный изолятор. 22 июня 1962 года земельным судом Западного Берлина за преступления, совершенные айнзацкомандой 9 в СССР, был приговорён к 3 годам заключения в тюрьме строгого режима. 1 февраля 1965 года был освобождён из тюрьмы в Штраубинге.